# Station Aniche
Station Aniche is een spoorwegstation in de Franse gemeente Aniche. Het station is gesloten.